# Что такое «друзья народа» и как они воюют против социал-демократов?
«Что такое „друзья народа“ и как они воюют против социал-демократов?» (1894) — первое крупное произведение В. И. Ленина, ответ на статьи «Русского богатства» против марксистов. Содержащая критику народников, работа посвящена вопросам диалектического и исторического материализма, политэкономии и научного социализма.

## Основные тезисы и идеи
Автор обосновывает идеи соединения социализма с рабочим движением, созданию марксистской рабочей партии в России, подвергает критике взгляды идеологов либерального народничества — мнимых «друзей народа» (Н. К. Михайловского, В. П. Воронцова, С. Н. Кривенко, С. Н. Южакова и др.), выступавших против марксизма в журнале «Русское богатство».
Как и во многих других работах Ленина, собственно критическая часть этой книги разработана поверхностно — так, к примеру, народнические взгляды анализируются автором скорее с общетеоретических позиций, чем с точки зрения революционной практики. Сам Ленин уже позднее объяснял подобную направленность спецификой очередной предреволюционной ситуации в России. Таким образом, можно сказать, что критика народников являлась поводом для выражения автором своего собственного взгляда на социал-демократию и революционный процесс. Особенно известным стал финал книги, где Ленин выделяет ключевые свои идеи жирными прописными буквами или курсивом, по сути продолжая «Манифест коммунистической партии» Маркса и Энгельса и провозглашая курс на революцию.
В книге разрабатывались идейно-теоретические принципы российской революционной социал-демократии, основы её программы и тактики. В этой работе Лениным была впервые выдвинута идея «революционного союза рабочих и крестьян как главного средства свержения царизма, помещиков, буржуазии» (История ВКП(б), Краткий курс).
Как отмечает В. А. Кувакин, уже в этой работе Ленин специально анализирует основные черты марксизма, показывая его качественное отличие и преимущество по сравнению с позитивизмом, метафизикой, идеалистической диалектикой, буржуазной политической экономией и немарксистским социализмом.
Александр Хайфиш подчёркивал, что в данной работе Ленин уже писал о нации, как о порождении капитализма, то есть как об исторически преходящем явлении.

## История написания и издания

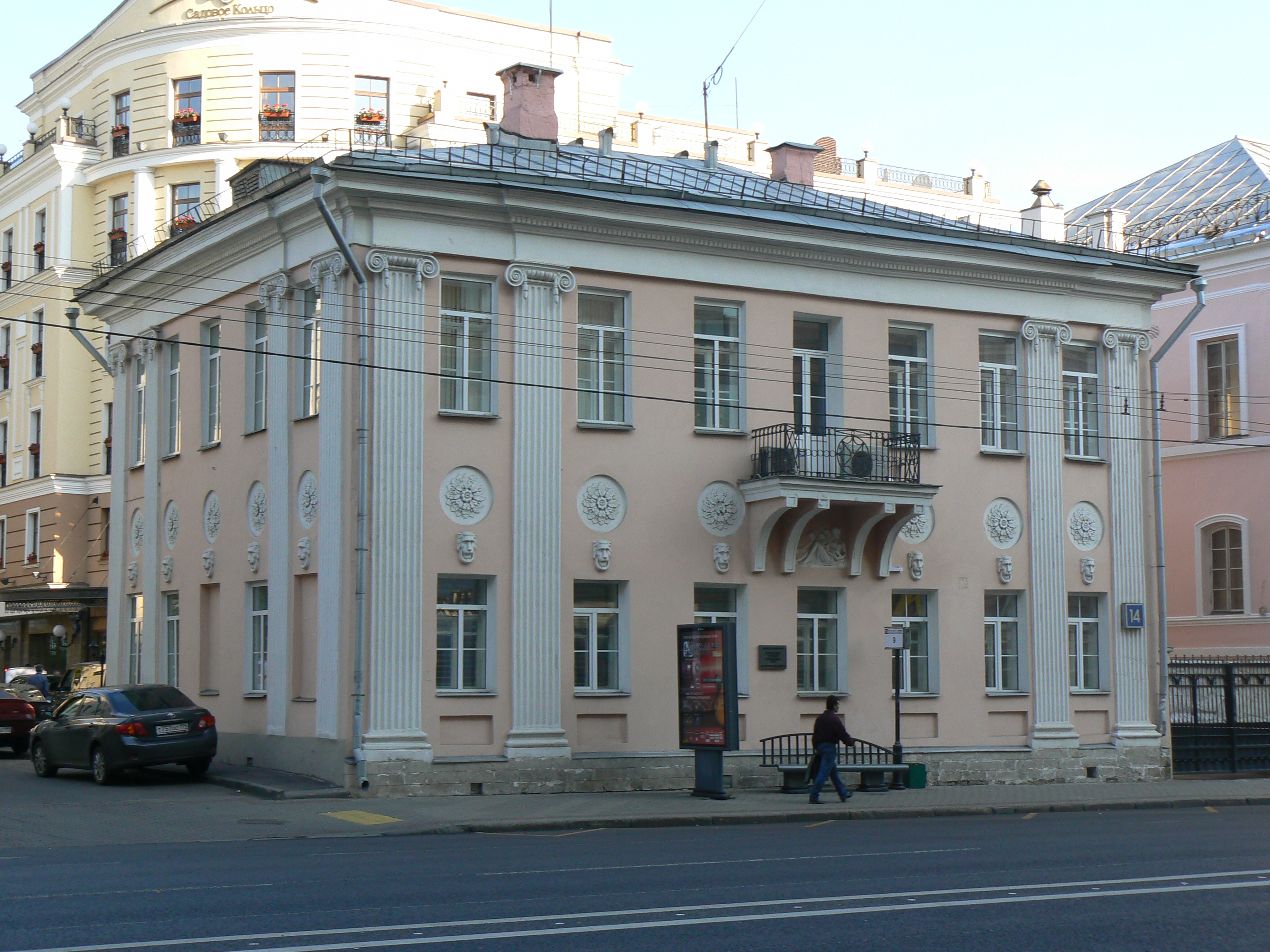
Жилой дом, где в квартире Ганшиных в начале октября 1894 г. нелегально печаталась работа «„Что такое друзья народа“ и как они воюют против социал-демократов?» (Москва, проспект Мира, дом 14, строение 10)

Книга написана в 1894 году и нелегально размножена на гектографе тремя отдельными выпусками:
- В первом выпуске разоблачались философские взгляды народников;
- Во втором — политэкономические теории. Этот выпуск до сих пор не найден. Разоблачение политэкономических теорий Ленин повторил в работе «К характеристике экономического романтизма», 1897)
- В третьем выпуске — тактика, экономическая и политическая платформа.

Гектографированные издания книги читались в революционных кружках Петербурга, Москвы, Киева, Харькова и других городов. Книга была известна также русским социал-демократам за границей и членам группы «Освобождение труда».

Гектографированная брошюра Ленина «Что такое „друзья народа“ и как они воюют против социал-демократов?», направленная против народников, снабженная ярким статистическим материалом, была для нас настоящим евангелием.— Н. А. Семашко
Работа была издана 123 раза общим тиражом 6744,4 тысяч экземпляров на 33 языках народов СССР и зарубежных стран (данные на 1 января 1977).